# Statens järnvägar (affärsverk)
Statens järnvägar   var ett svenskt statligt affärsverk som bestod av de delar som blev över när det ursprungliga Statens Järnvägar delades upp i separata aktiebolag årsskiftet 2000/2001. Bolagen var SJ AB, Green Cargo AB och AB Swedcarrier, ett holdingbolag med dotterbolagen Jernhusen AB, TrafiCare AB, EuroMaint AB och Unigrid AB.

## Verksamhet
Statens järnvägars verksamhet bestod av två uppdrag. Avveckling av verksamhet som inte ingick i ett av de tre bolagen och förvaltning av leasing- och leaseholdavtal. Från den 15 januari 2004 tillkom förvaltning av järnvägsfordon som skulle användas i trafik upphandlad av Rikstrafiken. Statens järnvägar har inte haft något uppdrag att förse marknaden med nya fordon. 

### Avveckling
Personal överfördes till Statens järnvägar. Merparten blev uppsagda under Trygghetsavtalet. Antalet anställda minskade från 1211 i början av 2001 till 297 i slutet. De flesta kvarvarande var konstitutorial anställda eller hade en pensionslösning. I början av 2006 var antalet anställda 56 varav 5 arbetade inom Statens järnvägars administration. De fem tjänsterna inom administrationen var kvar januari 2011 plus en konstitutorial anställda. 
Fastigheter som inte ingick i Jernhusen AB vid bolagsbildningen 2001 överfördes till dåvarande Banverket 1 januari 2003. Under 2010 har Jernhusen AB begärt att återföra ett antal ej fastighetsbildade objekt enligt avtalet från år 2000. 
Till Banverket överfördes också under 2003 järnvägsmuseet, privatvagnsregister och åtagande angående Citytunneln. 
Riksarkivet övertog 2001 Statens Järnvägars arkiv 1854–2000.
Det fanns en tvist med Stockholms Lokaltrafik SL om betalningar för kapitalinvesteringar. Skiljedomen följde Statens järnvägars linje och SL har till och med 2010 uppfyllt alla obligationer. 
År 1990 startades Nordwaggon AB genom ett samarbete mellan Statens Järnvägar och AB Electrolux.  Aktierna i detta bolag ägdes av AB Electrolux och AB Swedcarrier med 50% vardera.  Enligt ett tillägg till konsortialavtalet från 2003 var Statens järnvägars ansvar för att täcka förluster i Nordwaggon överfört till AB Swedcarrier. Statens järnvägars och Electroluxs ansvar för att Nordwaggon inte skulle tillåtas gå i konkurs kvarstod dock till 2006 då bolaget såldes till Transwaggon AB.

### Leasing
Det var vanligt under 1990-talet att sälja fordon till leasingföretag och samtidigt teckna ett långt leasingavtal. I samband med bolagsbildningen 2001 ville leasinggivarna inte överföra avtalen från affärsverket till aktiebolagen utan kompensation p.g.a. kreditrisk. Fordonen användes enbart av SJ AB och Green Cargo AB och de ska hållas i trafikdugligt skick och får inte säljas innan avtalet är avslutat. Leasade fordon var till en början en stor del av fordonsinnehavet hos SJ AB och Green Cargo AB. Totalt var det 7259 lok, vagnar, motorvagnar och X2 lok/vagnar (X2000). Avtalen löpte delvis ända fram till 2021. Sedan 2005 har med normala avslut och förtida avslut detta minskat. I slutet av 2010 skulle det sista leasingavtalet avslutas 2016. Vid utgången av 2010 fanns det 2739 godsvagnar (311 avslutas 2011, 1102 st 2012, 171 st 2013, 1155 st 2015), 146 personvagnar (82 st 2014, 64 st 2015), 7 X2 lok (6 st 2012, 1 st 2016) och 27 X2 vagnar (24 st 2012, 3 st 2016). Under våren 2011 omförhandlades de amerikanska leasingavtalen igen och den 19 maj 2011 upplöstes leasingsavtalen och fordonen överfördes till Green Cargo och SJ AB förutom 4 personvagnar som ägs av Svenska staten och förvaltas av Statens järnvägar. Sju av X2000 tågen hyrs fortfarande ut av Statens järnvägar till SJ AB då de utgör säkerhet för ett lån som ersatte ett leasingsavtal. Alla andra fordon har efter att leasingen har upphört överförts till SJ och Green Cargo med full äganderätt enligt avtal från bolagsbildningen 2001.  
Skadade leasade fordon måste bytas eller lösas ut om de inte går att reparera. Under 2011 byts två skadade fordon.
Färjorna M/S Skåne och M/S Aurora ingick i leasingåtagandena. De var hela tiden uthyrda. Leasingavtalet för M/S Aurora förföll 2008 och färjan avyttrades till Scandlines AB. Leasingavtalet för M/S Skåne förtidslöstes 2009 och färjan avyttrades också till Scandlines AB.
Leasing har fortsatt vara ett vanligt sätt att finansiera inköp av tåg. De flesta tåg som köpts av länstrafikbolagen är leasade, dock av ett bolag, Transitio, som de själva äger.

### Förvaltning
2004 fick Statens järnvägar tilläggsuppdraget att förvalta fordon som ska användas i av Rikstrafiken upphandlad trafik. SJ AB hade tidigare haft uppgiften att tillhandahålla fordon. Staten genom Statens järnvägar köpte 121 fordon (96 personvagnar, 16 ellok (14 Rc6 och 2 Rc3) samt 9 elmotorvagnar (3 X12, 6 X14) av SJ AB. Personvagnarna var tillverkade under perioden 1961–1994 och i dåligt skick. Statens järnvägar sålde 25 av de äldsta personvagnarna mellan 2005 och 2009. De resterande 71 renoverades mellan 2005 och 2008. Det är 5 1:a klass sovvagnar WL4, 20 2:a klass sovvagnar WL6, 20 liggvagnar BC4, 21 2:a klass sittvagnar B2, B9 och BF4, 1 1:a klass sittvagn A7 samt 4 kioskvagnar BFS9. 67 av vagnarna plus 12 Rc6 lok hyrs av SJ AB och används i nattågstrafiken till Norrland och dagtåg på Malmbanan. Avtalet med Rikstrafiken löper till 2013. Statens järnvägar har ett avtal att förmedla 6 restaurangvagnar R7  till SJ AB för nattågstrafiken.  Dessa vagnar behöver bytas ut, främst av arbetsmiljöskäl.  Ett avtal har träffats med Trafikverket, som tog över Rikstrafikens upphandlingar, att fordonsflottan för upphandlingen ska utrustas med ERTMS, fem sovvagnar ska kompletteras med rullstolslyft och fem upprustade restaurangvagnar ska vara tillgängliga. Statens järnvägar äger inga restaurangvagnar, en möjlighet är att bygga om 5 av personvagnarna till restaurangvagnar. Kostnaden för denna ombyggnad med två nattåg är mellan 20 och 50 miljoner kronor beroende på hur vagnarna utrustas. Investeringen ska skrivas av under avtalsperioden.
Norrtåg har önskemål att hyra följande lok och vagnar när de tar över dagtågstrafiken på Malmbanan från SJ AB hösten 2011: 2 RC6 lok och vagnarna 1 B2, 2 B9, 1 A7 och 2 BFS9.  Utöver dessa vagnar vill Norrtåg hyra 2 B9 som inte ingår i nuvarande avtal. Det finns igen garanti att Norrtåg får hyra lok och vagnar efter 2013.
Sex X14 elmotorvagnar såldes 2010 till Västtrafik. De två Rc3 loken är till salu 2011. De fordon som inte behövs för Rikstrafikens trafik hyrs ut till olika företag. 3 X12, 2 B9 och 2 BFS9 till SJ AB. 2 RC3, som är till salu, till Tågab. 2 RC6 till okänd kund.
Förvaltningen av fordonen innebär att Statens järnvägar svarar för det tunga fordonsunderhållet.

## SSRT
Affärsverkets fordon var märkta med ägarbeteckningen SSRT, en bokstavskombination som inte hade någon officiell betydelse. Generaldirektören för Statens järnvägar, Lennart Dahlborg, skrev så här angående beteckningen SSRT:
”Som en följd av detta beslut upphandlas för närvarande en förvaltningsfunktion som benämns SSRT. – SSRT skall ses som en benämning som ’står på egna ben’. Det är en bokstavskombination som ännu inte finns registrerad och som inte alltför lätt sammanblandas med SJ. Med lite fantasi kan man dock säkert hitta något begrepp som den utgör en förkortning av, t.ex. Swedish State Railway Trains.” 

## Avveckling av Statens järnvägar
Efter regeringens beslut 6 september 2012 avvecklades Statens järnvägar per 31 december 2012. Kvarvarande järnvägsrelaterad verksamhet överfördes därvid till Trafikverket. De sista motorvagnarna har sålts av Trafikverket till länstrafikbolag[När såldes de av Trafikverket?], medan Trafikverket fortsätter äga en del lok och vagnar.